# Bathyplotes goldenhindi
Bathyplotes goldenhindi is een zeekomkommer uit de familie Synallactidae.
De wetenschappelijke naam van de soort werd in 1912 gepubliceerd door K. Mitsukuri.